# Wyoming
Wyoming (uitspraakⓘ) is een van de vijftig staten van de Verenigde Staten van Amerika. De standaardafkorting is WY. De hoofdstad is Cheyenne.
De staat heeft de bijnaam "Equality State" vanwege de gelijke rechten die vrouwen er al vroeg kregen. In 1869 werd het vrouwenkiesrecht ingevoerd en vrouwen werden toegelaten in jury's en openbare ambten. Nellie Tayloe Ross werd in 1925 de eerste gekozen vrouwelijke gouverneur in de Verenigde Staten. Wyoming is de Amerikaanse staat met de minste inwoners (576.851 in 2020), staat op de tiende plek qua grootte en is de op een na (Alaska) dunst bevolkte staat. Grote delen van de staat zijn erg bergachtig en in het noordwesten bevindt zich Yellowstone National Park.

## Geschiedenis
Het gebied dat nu Wyoming heet werd oorspronkelijk bevolkt door indianenstammen. Daarna was de regio lang in Franse handen. De Fransen hebben echter weinig met het gebied gedaan. Er zijn wel Franse ontdekkingstochten door het gebied geweest en mogelijk hebben Franse pelsjagers het gebied bezocht. De Fransen hebben zich er nooit gevestigd maar dankzij hen zijn er wel een paar locaties met Franse namen te vinden. Het grootste gedeelte van de staat (het deel ten oosten van de Continental Divide) werd in 1803 door de Verenigde Staten verworven via een transactie die de Louisiana Purchase is gaan heten. Later volgden er verdragen met Spanje (1819), het Verenigd Koninkrijk (1846) en Mexico (1848) die zorgden voor gebiedsuitbreiding in westelijke richting.
In 1807 werd het gebied rond wat nu Yellowstone National Park wordt genoemd in kaart gebracht door John Colter, een lid van de expeditie van Lewis en Clark. Toen hij terug in de bewoonde wereld verslag deed van de natuurwonderen aldaar werd hij niet geloofd. Ook Jim Bridger die veertig jaar later het gebied bezocht werd wederom niet geloofd. Hij verkende wel routes naar het Great Divide Basin die later voor het Oregon Trail, Pony Express, Union Pacific Railroad en veel later de Interstate 80 gebruikt zouden worden. In 1834 werd Fort Laramie gesticht als handelspost voor de bonthandel. Vanaf 1867 werd de stad Cheyenne bereikbaar met de Union Pacific Railroad en op 25 juli 1868 werd het Wyoming Territory gesticht, vernoemd naar de Wyoming Valley in Noord-Oost Pennsylvania.
De staat bleek niet veel grondstoffen te hebben om veel kolonisten aan te trekken maar beleefde in 1867 wel een bescheiden goudkoorts rondom het plaatsje South Pass City. In 1872 werd Yellowstone National Park gesticht, het eerste nationaal park van het land. Op 10 juli 1890 trad Wyoming als 44e staat toe tot de Verenigde Staten. Eind 19e eeuw was de staat in de ban van de overvallers Butch Cassidy en de Sundance Kid die samen banken en treinen overvielen. Ook vond in die periode de Johnson County War plaats.

## Geografie
De staat Wyoming beslaat 253.554 km², waarvan 251.706 km² land is. De grenzen van de staat worden gevormd door de parallelcirkels 41° NB en 45° NB en de meridianen 104°3' WL en 111°3' WL. Wyoming en Colorado zijn de enige staten die door twee parallellen en twee meridianen begrensd worden. De afstand van de noordelijke tot de zuidelijke grens is 444 km, de afstand van de westelijke tot de oostelijke grens is 550 km op de noordelijke grens en 587 km op de zuidelijke grens.
Wyoming grenst in het noorden aan de staat Montana, in het westen aan Idaho en Utah, in het oosten aan South Dakota en Nebraska en in het zuiden aan Colorado. Wyoming ligt in de Mountain-tijdzone.
De belangrijkste rivier is de North Platte. De grootste meren zijn Yellowstone Lake, Jackson Lake en het Flaming Gorge Reservoir (ontstaan na de aanleg van de Flaming Gorgedam).

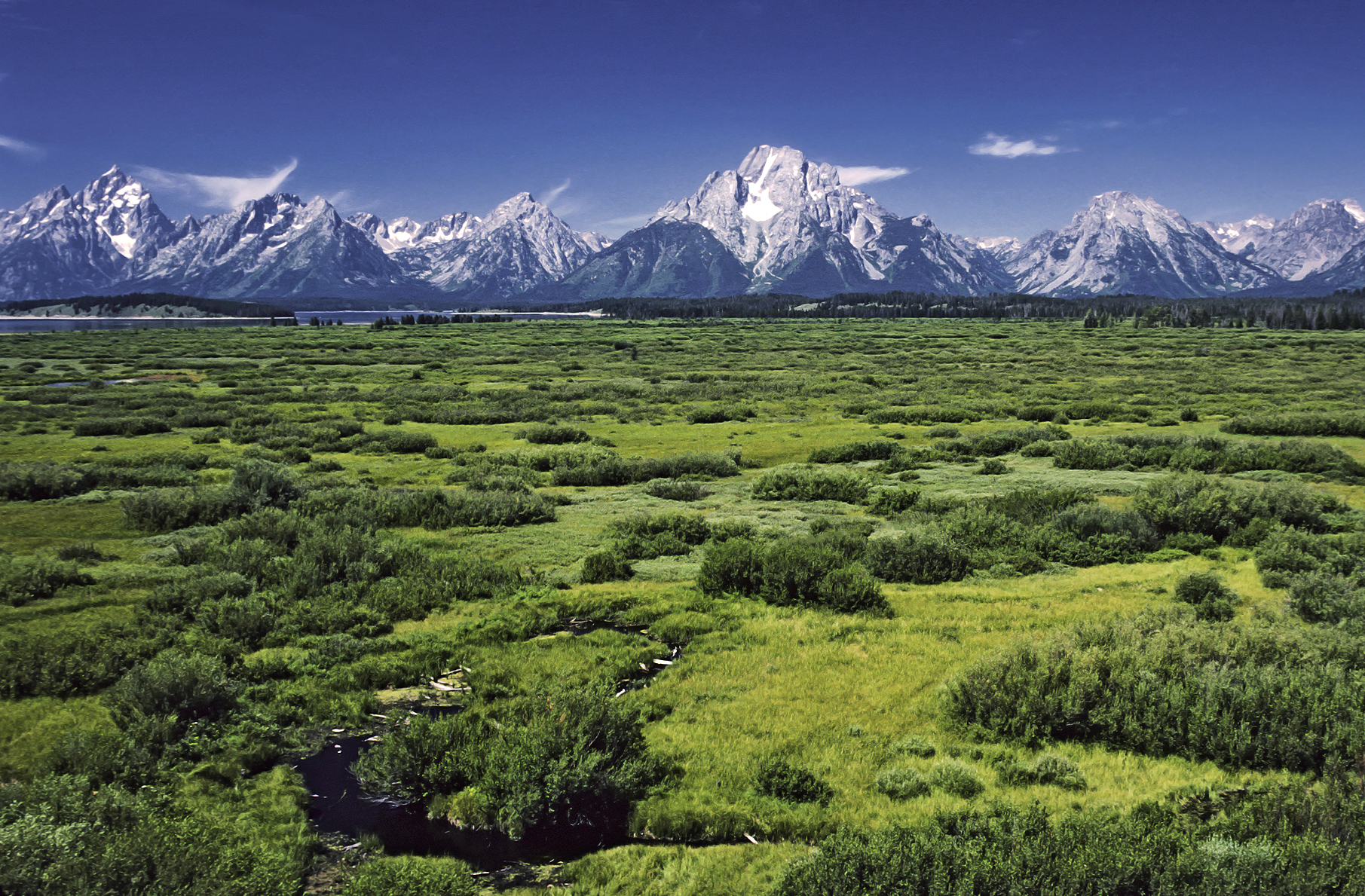
Het Tetongebergte dat oprijst vanuit een vlak landschap.

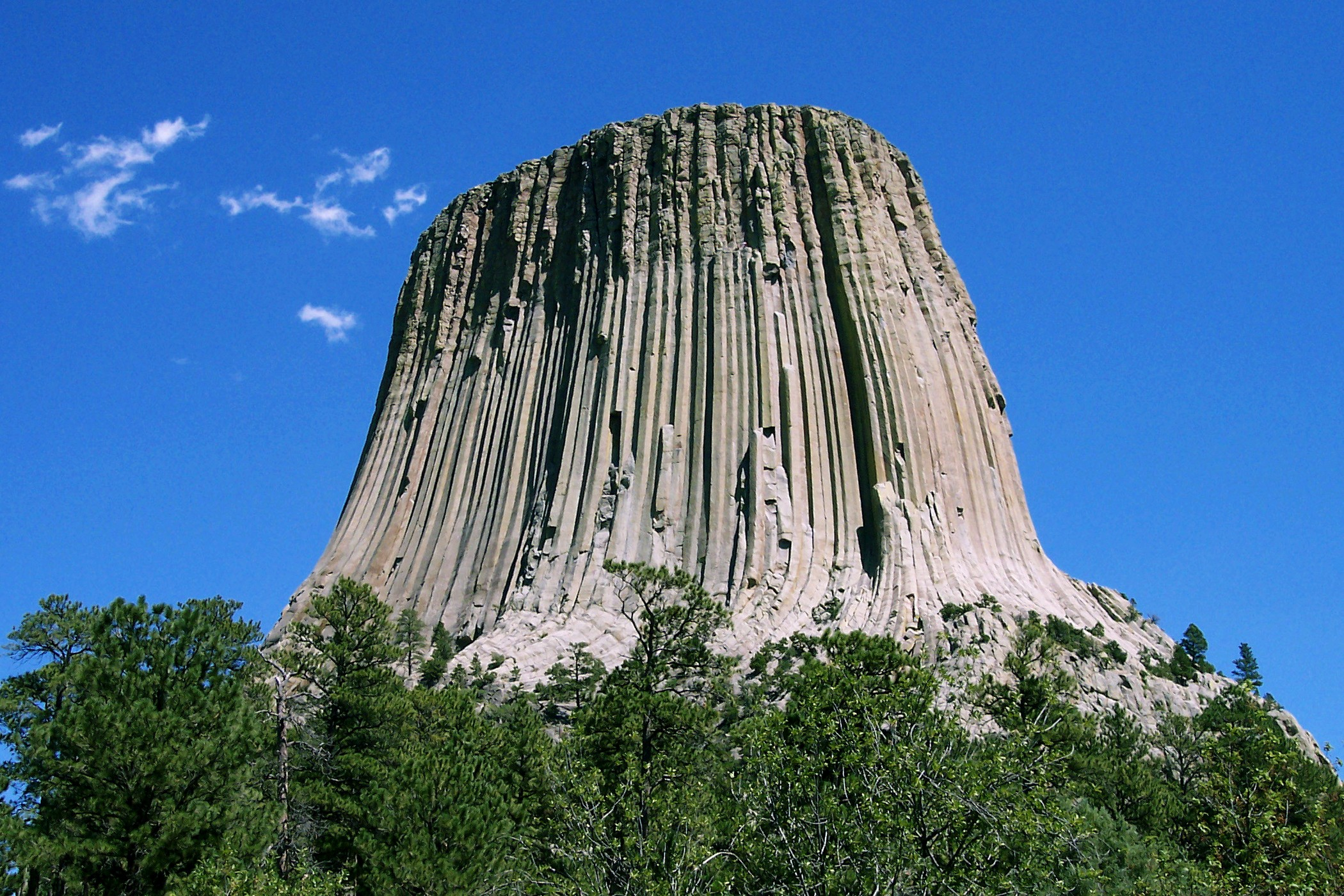
Devils Tower, een 386 meter hoge rotsformatie in het noordoosten van de staat. Deze diende als decor in de film Close Encounters of the Third Kind uit 1977.

Wyoming wordt doorsneden door de Rocky Mountains die grotendeels het landschap in de westelijke helft van de staat bepalen. Het hoogste punt is de top van Gannett Peak (4207 m). De oostelijke helft van de staat behoort tot de Great Plains. In het oosten ligt ook een klein deel van de Black Hills, die voor de rest in South Dakota liggen. Een bekende locatie in Wyoming is Devils Tower, in feite een 386 meter hoge monoliet waarvan de top zich 1558 meter boven zeeniveau bevindt. De gemiddelde hoogte van Wyoming is 2040 meter waarmee het, na Colorado, de hoogst gelegen staat van het land is. De Continental Divide doorsnijdt de staat van noordwest naar zuidoost. Een groot deel van het zuidoosten behoort tot het Great Divide Basin. De regen die hier valt stroomt nergens naar zee maar blijft in het gebied.
Wyoming is rijk aan natuurschoon. In het noordwesten van de staat ligt het beroemde Yellowstone National Park, dat onder andere veel geisers telt. Vlakbij ligt het Grand Teton National Park, waar het Tetongebergte bijna loodrecht uit de omliggende vlakte oprijst. Ten noorden van de plaats Jackson bevindt zich het National Elk Refuge, een reservaat waar elk jaar duizenden wapiti's overwinteren. In de staat bevinden zich ook veel van de laatste wilde paarden.
De vermoedelijk allereerste vondst van fossielen van dinosauriërs in Wyoming werd gedaan bij Como Bluff in 1878, een gevolg van de aanleg van de Union Pacific-spoorlijn. De plaats heet nu ook wel Dinosaur Graveyard.
In Wyoming is de zwartvoetbunzing, een lang in het wild uitgestorven marterachtige, opnieuw uitgezet.
Het kleinste dorp in Wyoming is het dorpje Buford, dat slechts één inwoner telt.

## Demografie
In 2005 telde Wyoming 509.294 inwoners (2,0 per km²) en in 2012 576.000 inwoners. De bevolkingsdichtheid is in Wyoming, na Alaska, het laagst van alle vijftig staten. Het totale bevolkingsaantal is het laagst van alle staten. De grootste stad is hoofdstad Cheyenne, in het zuidoosten. In het westen van de staat bevindt zich het grote Wind River Indianenreservaat.
Volgens de volkstelling van 2010 was 90,7% van de bevolking blank (85,9% niet-Latino blanken), 0,8% Afrikaans, 2,4% Indiaans, 0,8% Aziatisch, 0,1% Pacifisch en 2,2% was afkomstig van twee of meer rassen. 8,9% van de bevolking was Latino. Meer dan 25% van de bevolking is van Duitse afkomst, 16% Engels, 13,3% Iers, 4,3% Noors, 3,5% Zweeds en 1,69% Nederlands.
De meeste gesproken taal is Engels met 93,39%. Daarna komt Spaans met 4,47%.
De grootste religies zijn: 43% is protestants, 14% katholiek en 26% heeft geen geloof. 

### Chinese Amerikanen
Wyoming kende vroeger een levendige Chinese gemeenschap. Tegenwoordig is er nog maar weinig van terug te vinden van de gemeenschap en leven er weinig Chinezen in deze staat.
Chinese migranten gingen in de 19e eeuw naar Wyoming om te werken als spoorwegbouwer of mijnwerker. Door raciale onlusten in 1885 werden 28 Chinezen vermoord en ongeveer honderd huizen van Chinese migranten in brand gestoken. Later migreerden vele Chinezen naar San Francisco om goudzoeker te worden.

## Economie

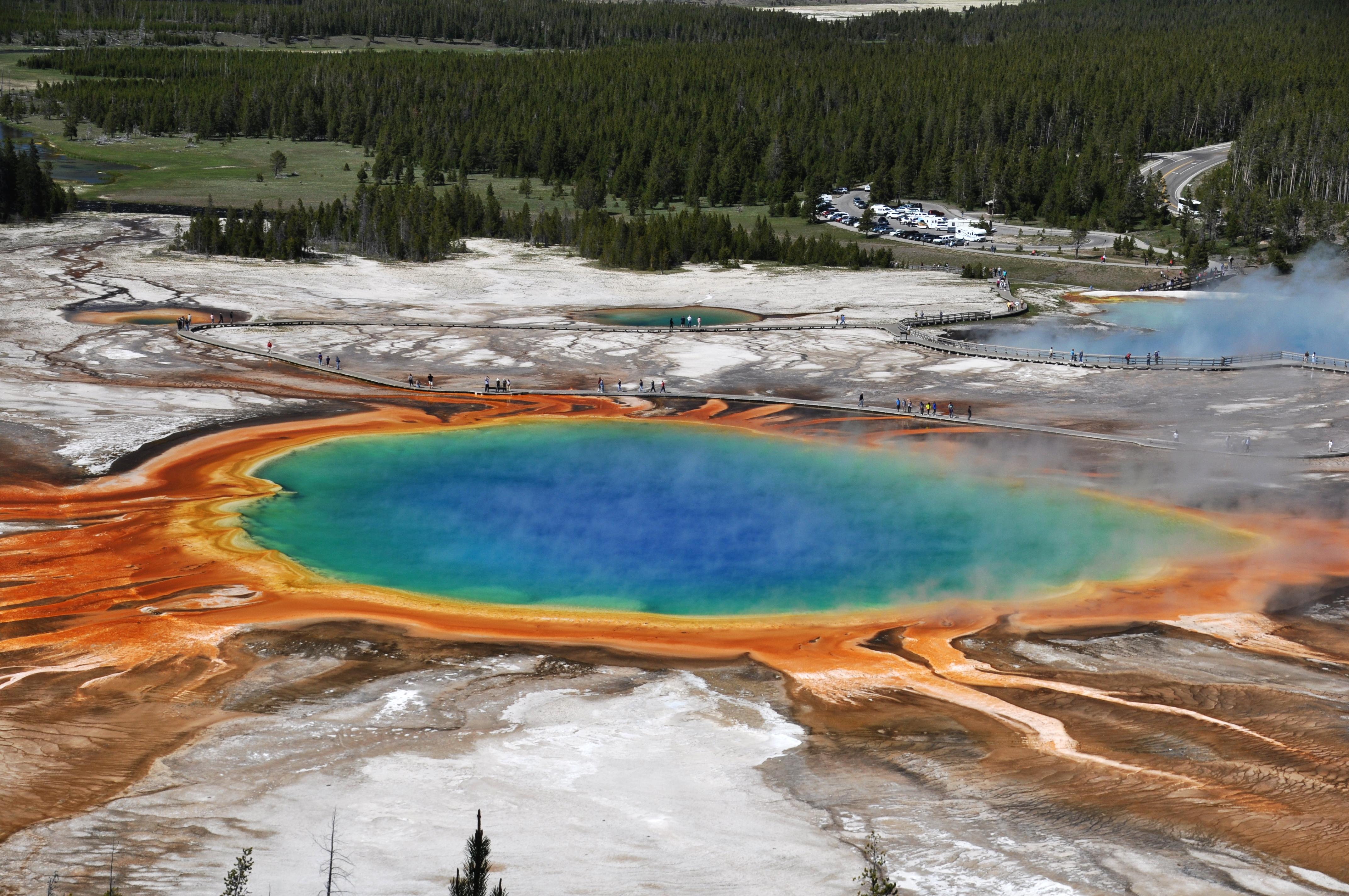
De Grand Prismatic Spring en op de achtergrond de Excelsior Geyser, beide belangrijke trekpleisters in Yellowstone National Park.

Het bruto product van de staat bedroeg in 2001 20 miljard dollar. Met een BBP van $ 47.400 is de staat een van de rijkste van de VS. Wyoming staat zesde in de rangschikking van staten met de hoogste levenskwaliteit (2006).
De belangrijkste economische sectoren zijn de mijnbouw en het toerisme. De staat is de grootste producent van kolen. De toeristen komen voor het natuurschoon o.a. naar Yellowstone National Park.
De staat is een van de veiligste van de Verenigde Staten en staat onderaan in de ranglijst qua misdaad. Wyoming investeert $ 243 per inwoner aan politie en rechtsondersteuning.
Wyoming heeft een van de laagste belastingen in de VS: er wordt geen inkomsten-, vennootschaps- of erfbelasting geheven. De "sales tax", een belasting op de consumptie, bedraagt er 4%. De county's mogen maximaal een eigendomsbelasting van 1,2% opleggen, de staat kan tot 0,8% van het eigendom belasten.

## Cultuur

Rodeo tijdens het Jubilee festival in Laramie. Rodeo is een belangrijk onderdeel van de cultuur van Wyoming.

Rodeo is een belangrijk onderdeel van het culturele leven in de staat. Daarom wordt Wyoming ook wel de Cowboy state genoemd. Het logo op de nummerborden van de staat is de Bucking Horse and Rider en is een silhouet van vermoedelijk Clayton Danks, bekendste rodeorijder en afkomstig uit Wyoming, op een bokkend paard. De bekendste rodeo is de Cheyenne Frontier Days die reeds sinds 1897 jaarlijks wordt gehouden.

## Politiek
Aan het hoofd van de uitvoerende macht van de staat staat een gouverneur, die direct gekozen wordt door de kiesgerechtigden in de staat. De gouverneursverkiezing van 2018 werd gewonnen door Mark Gordon van de Republikeinse Partij. Hij trad in januari 2019 aan als gouverneur van Wyoming. Als het gaat om de presidentsverkiezingen kiest de staat steevast voor de Republikeinse kandidaat. Dat is al zo sinds de verkiezingen van 1952, met uitzondering van de verkiezingen van 1964.
De wetgevende macht bestaat uit het Huis van Afgevaardigden van Wyoming (Wyoming House of Representatives) met 60 leden en de Senaat van Wyoming (Wyoming Senate) met 30 leden. Sinds meer dan twintig jaar hebben de Republikeinen een meerderheid in beide kamers.
De vertegenwoordiging van Wyoming in het Amerikaans Congres bestaat uit twee senatoren en één volksvertegenwoordiger. Alle drie zijn ze lid van de Republikeinse Partij.

### Emancipatie

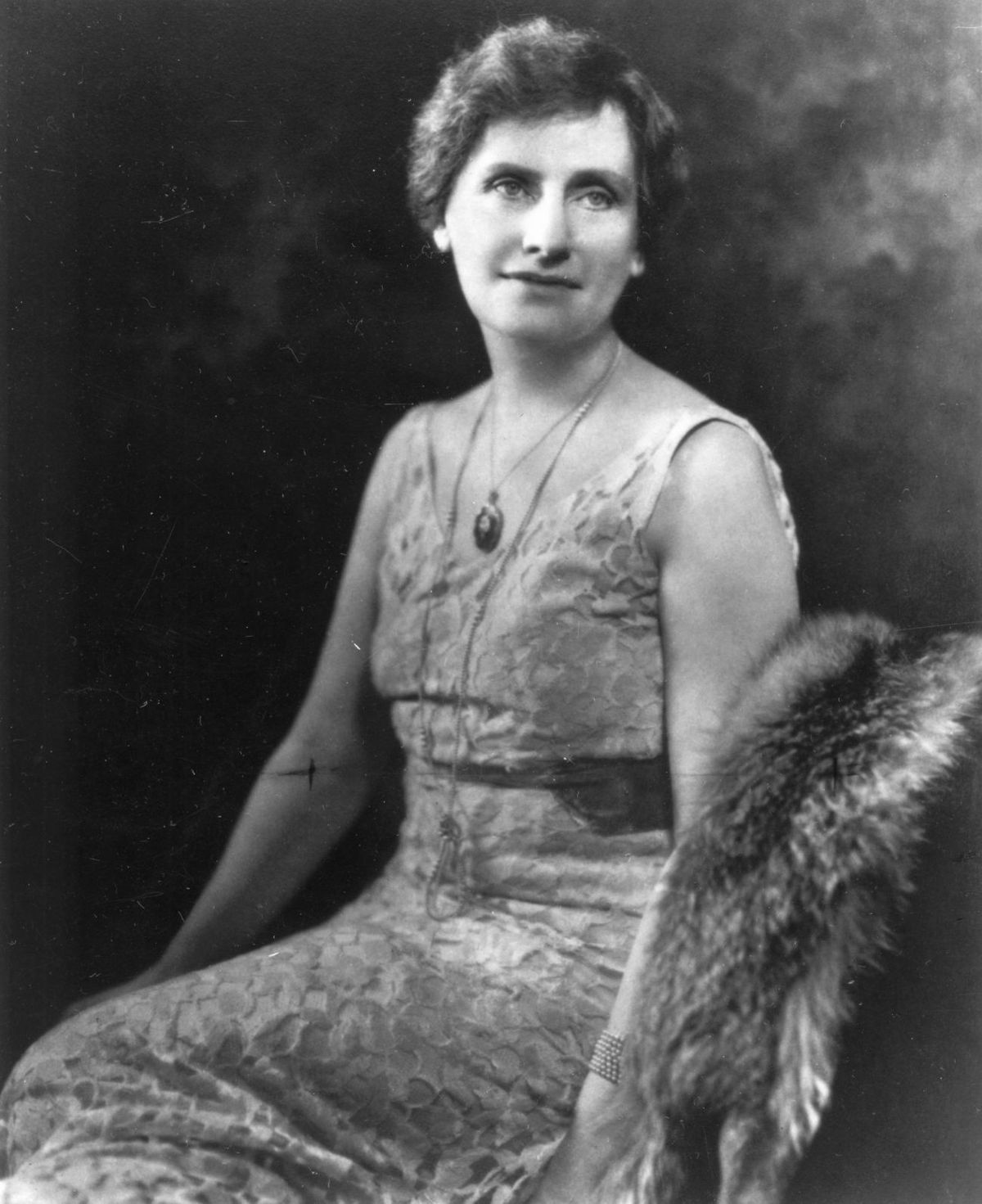
Nellie Tayloe Ross, de eerste vrouwelijke gouverneur in de Verenigde Staten.

Wyoming staat erom bekend in het verleden voorop te hebben gelopen als het gaat om vrouwenrechten.
In 1869, toen Wyoming nog een territory was, kregen de vrouwen al stemrecht. Toen Wyoming een aanvraag deed om een staat te worden stelde men in Washington dat eerst het vrouwenkiesrecht afgeschaft moest worden. Het parlement liet weten daar nooit mee akkoord te gaan en desnoods honderd jaar te wachten en zo werd Wyoming in 1890 de eerste staat met kiesrecht voor vrouwen.
De staat had in 1870 reeds de eerste vrouwelijke rechter van de VS en de eerste vrouwelijke gouverneur Nellie Tayloe Ross regeerde van 1925 tot 1927. Het eerste Afro-Amerikaanse lid van het Capitool van Wyoming was ook een vrouw, Harriet Elizabeth Byrd.

## Bestuurlijke indeling
Wyoming is onderverdeeld in 23 county's.